# Islamska gimnazija dr. Ahmeda Smajlovića
Islamska gimnazija dr. Ahmeda Smajlovića je privatna obrazovna ustanova u Zagrebu. Jedina je islamska obrazovna ustanova takvog tipa u Hrvatskoj. 

## Povijest
Odluka o osnivanju srednje škole, odnosno medrese donesena je 1992. godine da bi s radom počela 1993. pod nazivom Medresa "Dr. Ahmed Smajlović". U hrvatski sustav srednjoškolskog obrazovanja uvrštena je 2000. godine. 
Na osnovu inicijative Školskog odbora osnivač škole, Mešihat Islamske zajednice u Hrvatskoj, donosi odluku kojom se medresi mijenja ime u "Islamska gimnazija". Razlog takvog čina jest omogućavanje svršenicima te škole daljnje obrazovanje na sveučilištima širom svijeta. Slijedom događaja, nadležno ministarstvo u Hrvatskoj rješenjem odobrava školi izvođenje vlastitog plana i programa, čime je zaokružen proces konstituiranja škole u gimnaziju općeg smjera.
U gimnaziji se, uz standardni program opće gimnazije, poučavaju i četiri vjerska islamska predmeta: arapski jezik, islamska kultura i civilizacija, Kur'an i kur'anske znanosti te islamski vjeronauk.
U školi djeluje i zbor Islamske gimnazije "Ašk".

## Vanjske poveznice
Mrežna mjesta
- Islamska gimnazija dr. Ahmeda Smajlovića  Arhivirana inačica izvorne stranice od 29. ožujka 2018. (Wayback Machine), službeno mrežno mjesto
- Islamska gimnazija dr. Ahmeda Smajlovića, facebook stranice